# La Subsistance de l'homme
La Subsistance de l'homme (The Livelihood of Man) est l'ouvrage inachevé de Karl Polanyi (1886-1964) paru à titre posthume aux États-Unis en 1977, et traduit en France en 2011.
Avec l'ouvrage collectif Les Systèmes économiques dans l'Histoire et dans la théorie (Economies in History and Theory, Trade and market in the Early Empires (1957), il représente le complément et l'approfondissement de l'approche développée de son ouvrage majeur La Grande Transformation.
Le sous-titre du livre, La place de l'économie dans l'histoire et la société pointe son ambition : c'est le fruit d'une large réflexion menée par Karl Polanyi durant la période américaine de son existence (1947-1964), au cours de laquelle il se consacre à l'élaboration d'une Histoire économique générale comparative, projet auquel se joignent de nombreux chercheurs.

## Édition posthume
L'ouvrage, inachevé à la mort de Karl Polanyi, est mis en forme par Harry Pearson, ami et collègue, et publié en 1977, treize ans après sa mort. Selon son traducteur B. Chavance : « Il prolonge la “Grande Transformation” en rassemblant les recherches de l'auteur sur les sociétés antérieures à la “société de marché” qui est la nôtre depuis près de deux siècles . Adoptant une “analyse  institutionnelle”, combinant histoire et réflexion théorique, s'inspirant des fondateurs de l'anthropologie comme des grands théoriciens de l'histoire économique, Karl Polanyi y déploie et précise sa conception originale en l'appliquant aux économies de l'Antiquité.»

## Place de l'économie dans la société
La première partie du livre porte sur « La place de l'économie dans la société », thème central des sciences sociales entre le milieu du XIXè et du XXè.
Note : Polanyi entend échange et échanger au sens de l’échange marchand ; et non pas au sens de relations humaines. C'est ainsi, précisément, qu'il faut prendre ce terme dans l'article, en et hors citation.

### Sophisme économiste
Polanyi entend dénoncer et réfuter le “sophisme économiste” qu'il définit comme le fait de projeter rétrospectivement les représentations issues de l'économie de marché sur toute l'histoire humaine
Polanyi résume les thèses majeures de cette époque :
1. Selon Karl Marx : le schéma de la conception matérialiste de l'histoire, décrit comme ayant une validité historique générale, affirme que la base économique conditionne et explique la “superstructure” de la société (idées, droit et politique).
2. Selon Max Weber : Son ouvrage Économie et Société expose que les divers domaines de la vie sociale (économie, droit, religion, pouvoir) entretiennent a priori des relations caractérisées par l'indépendance et l'autonomie relatives sans déterminisme historique universel.

Polanyi note que « — une fois le capitalisme établi — ces deux auteurs y voient la domination directe du domaine économique sur les autres dimensions de la vie en société ». Il émet la thèse que :

« l'économie constitue un domaine d'activité inséré ou encastré dans les autres relations sociales (de parenté, politiques, religieuses) et ce, dès la préhistoire, et qu'elle s'en émancipe lors du bouleversement qui instaure l'économie et la société de marché au XIXe siècle. »

À la différence de Marx et de Weber, il affirme l'idée que :

« le commerce à distance, différents usages de la monnaie et les “éléments de marché” dont les origines sont très lointaines, demeuraient jusque-là subordonnés à la réciprocité et à la redistribution en tant que “formes d'intégration” de l'économie humaine. Avec le basculement vers l'hégémonie de l'échange, la troisième grande forme d'intégration, se produisent une autonomisation et une désinsertion de l'économie vis-à-vis des autres sphères sociales et la subordination déstabilisatrice de l'ensemble de la société à cette économie désormais régentée par le marché. »

En conclusion Polanyi estime que : 

« la domination de la société par l'économie est un phénomène unique et récent dans l'histoire, la conséquence de politiques actives de l'État fondées sur le credo libéral. [Ceci, alors que] les sociétés humaines ont connu une grande diversité de relations entre l'économie et la société, [et] ont toujours été marquées par l'encastrement des activités économiques dans les rapports ou les institutions non économiques, empêchant [ainsi] l'autonomisation perverse de l'économie et soumettant la “subsistance de la société” à des motivations non  principalement lucratives. »

— Karl Polany, Subsistance de l'Homme, op. cit., p. XI et XII

### Économie substantielle et économie formelle
L'anthropologie et l'histoire contredisent la conception utilitariste d'une nature humaine naturellement et spontanément portée à échanger ou à rechercher le gain matériel : « Elles révèlent au contraire une variété de motivations humaines, la solidarité, le devoir, le statut, l'honneur, à côté de la recherche du profit. Jusqu'à l'avènement du système de marché, le concept même de l'“économique” n'avait pu véritablement se former. Polanyi attribue sa découverte aux physiocrates et à Adam Smith ». [réf. nécessaire]
Conséquence : le sophisme économiste repose sur la confusion de deux significations du terme « économie ». 
- L'économie substantielle ou informelle décrit le processus destiné à fournir à la société ses moyens de subsistance. Toute société possède une économie de cette nature, à base d'interactions plus ou moins coutumières ou régulées entre l'homme et son environnement.
- L'économie formelle renvoie selon Polanyi à « la conception de la rationalité comme ajustement individuel aux fins, dans un univers supposé marqué par la rareté »[6]. Cette conception — aspect important du “sophisme économiste” — n'existe que dans le cadre de l'économie de marché où elle rationalise les comportements en faisant du choix rationnel, utilitariste et intéressé, un concept à valeur universelle.

### Histoire discontinue
Polanyi entend se démarquer de toute conception évolutionniste, téléologique ou finaliste de l'histoire économique. L'histoire humaine est faite de continuités et de discontinuités : « Les changements passés […] ne sont pas […] de simples prémices de la situation présente qui n'en serait que la destination prédéterminée ». L'auteur déconstruit les notions conventionnelles (commerce, monnaie, marché), leurs supposées relations étroites dans le cadre d'une « trinité », présidant au développement organique et progressif, supposé finalement culminer dans le système de marché moderne.
Au bout du compte, Polanyi soutient que : 

« les composantes de la trinité marchande ont des origines différentes et que le commerce, les divers usages de la monnaie, et les éléments de marché ont existé séparément pendant la plus grande part de l'histoire économique. [...]. L'économie de marché moderne, où le commerce est réglé par le marché, où les différents usages de la monnaie sont intégrés sous l'hégémonie du moyen d'échange, est bien le fruit d'une discontinuité historique, d'une rupture radicale, et non l'aboutissement d'un processus millénaire d'évolution graduelle, fondé sur la prétendue propension “naturelle” de l'homme à troquer et échanger. »

— Karl Polanyi, Subsistance de l'Homme, op. cit., p. XIV

## Commerce, marché et monnaie dans la Grèce antique
La seconde partie de l'ouvrage présente une étude documentée du commerce, de la monnaie et du marché dans la Grèce Antique. On y retrouve les textes des chercheurs du projet interdisciplinaire de l'Université Columbia («Systèmes économiques dans l'Histoire et dans la théorie»),  ainsi que de l'auteur lui-même : «Organisation économique du Royaume du Dahomey au XVIIIe siècle »  et « Primitive, Archaïc and Modern Economies, Essays of Karl Polanyi » 

### Relecture de l'histoire de l'économie antique
Polanyi met en œuvre son approche théorique en faisant référence aux récits de nombreux auteurs classiques grecs : Hésiode, Hérodote, Thucydide, Aristote, Xénophon et Démosthène notamment. Il livre une relecture détaillée de notions comme l'agora, l'emporium, la polis ou dans le cadre plus élargi de la Méditerranée de la création d'un « marché mondial » des céréales.

### Capitalisme et économie de marché
Dans le chapitre final intitulé « Le capitalisme dans l'Antiquité » (très fragmentaire), l'auteur dénonce l'emploi du terme « capitalisme » pour analyser cette période : les analyses de Max Weber (capitalisme politique) ou de l'historien Michel Rostovtzeff (capitalisme antique) « l'indéfinissable capitalisme, ce sont les marchés, rien de plus. Or […] dans le monde antique, l'activité économique (le commerce et les usages de la monnaie) ne passe pas de manière significative par les marchés. »

## Questions de Polanyi adressées à l'histoire et aux sciences sociales
Dans sa préface à la récente réédition  américaine de la Grande Transformation, Joseph Stiglitz souligne « qu'on a souvent l'impression que Karl Polanyi traite directement des problèmes actuels, ceux de la mondialisation néo-libérale ». Selon son traducteur, la controverse provoquée par les idées de Polanyi est le sort des grandes pensées des sciences sociales.   

« Son originalité est de proposer une vision novatrice de l'histoire économique  qui remet en perspective les grandes questions : La place de l'économie dans la société dans divers contextes historiques, la nature du marché et la dynamique conflictuelle qui caractérise la “société de marché”. »

— Bernard Chavance, in Karl Polanyi, Subsistance de l'Homme, op. cit. p. XVIII
Les questions fondamentales soulevées — au-delà de l'Antiquité — retrouvent l'actualité contemporaine :

« Les dernières décennies ont connu à l'échelle mondiale un nouvel épisode d'utopie libérale caractérisé par une réactivation de la croyance dans les vertus bénéfiques et autorégulatrices du système de marché, un véritable culte de la concurrence (sous la forme de la compétitivité) ainsi qu'une poussée inédite de la marchandisation du monde.  Des contre-mouvements protecteurs, limités mais effectifs sont apparus sous diverses formes. Une seconde “grande transformation”peut-elle encore se produire ? »

— Karl Polanyi, Subsistance de l'Homme, op. cit. p. XIX